# Furipteridae
I Furipteridi (Furipteridae Gray, 1866) sono una famiglia di pipistrelli, del sottordine dei Microchirotteri. 

## Descrizione

### Dimensioni
Questa famiglia comprende piccoli pipistrelli con la lunghezza dell'avambraccio tra 31,2 mm e 38 mm.

### Caratteristiche fisiche
La caratteristica principale della famiglia è la riduzione del pollice, incluso totalmente nella membrana alare e dalla quale fuoriesce soltanto un piccolo artiglio non funzionale. La pelliccia è generalmente lunga, mentre il muso è schiacciato e rivolto leggermente all'insù. Le orecchie sono a forma di imbuto, con un trago piccolo, largo e triangolare. L'uropatagio è molto grande, lungo come la testa ed il corpo, con la coda lunga circa 3/4 e completamente inclusa in esso. Il terzo dito presenta due falangi, delle quali la prima è molto più corta della seconda. Le femmine hanno un paio di mammelle addominali.

## Distribuzione e habitat
Le specie di questa famiglia vivono nella parte più meridionale dell'America centrale e nell'America meridionale, fino allo stato brasiliano di Santa Catarina.
Si rifugiano principalmente in grotte, edifici ed anche nelle cavità degli alberi. 

## Tassonomia
La famiglia si suddivide in 2 generi e 2 specie:
- Sono presenti delle escrescenze verrucose sul muso.

Amorphochilus
- Il muso è privo di qualsiasi tipo di protuberanza carnosa.

Furipterus